# Yauyucan (Santa Cruz)
Yauyucan é um distrito do Peru, departamento de Cajamarca, localizada na província de Santa Cruz.

## Transporte
O distrito de Yauyucan é servido pela seguinte rodovia:
- CA-102, que liga a cidade de Santa Cruz <ao distrito de Catilluc [1][2][3]